# 阿部一族
『阿部一族』（あべいちぞく）は、森鷗外が著した短編小説。江戸時代初期に肥後藩の重職であった阿部一族が上意討ちで全滅した事件を題材に創作され、大正2年（1913年）1月に『中央公論』誌上に発表された。栖本又七郎（作中では「柄本又七郎」）などの証言を元にした『阿部茶事談』を下敷きにしている。
前年の大正元年、明治天皇崩御の際に乃木希典陸軍大将が殉死、当時はその是非をめぐる議論が盛んだった。『阿部一族』は前年に発表された鴎外初の歴史小説『興津弥五右衛門の遺書』とともに、こうした当時の世相を反映した主題をとりあげた作品である。

## あらすじ
寛永18年（1641年）、肥後藩主細川忠利の病状が悪化し、側近たちは次々と殉死を願い出た。老臣の阿部弥一右衛門もまた殉死の許可を乞うが、謹厳な彼を昔からけむたがっていた忠利は「生きて新藩主を助けよ」と遺言し、許可は出ないまま忠利は死去する。そのため旧臣たちが次々と殉死してゆく中でも弥一右衛門は以前どおり勤務していた。にもかかわらず家中から命を惜しんでいると誹謗が出るようになったことから、弥一右衛門は一族を集め、彼らの面前で切腹を遂げた。
しかし、今度は忠利の遺命に背いたことが問題視され始め、阿部家は藩から殉死者の遺族として扱われず、家格を落とす処分をされた。鬱憤をつのらせた長男の権兵衛は、忠利の一周忌法要の席上で髻を切り、非礼を咎められて捕縛され、盗賊同様に縛り首とされた。藩から一族に加えられた度重なる恥辱に、次男の弥五兵衛はじめ一族は覚悟を決して屋敷に立てこもり、藩のさし向けた討手と死闘を展開して全滅する。

## 史実との相違
寛永20年（1643年）、阿部権兵衛が先代・忠利の法事において髻を切り投獄された。これを聞いた阿部一族が屋敷に立てこもり、討ち手と闘ってことごとく討ち取られ、その後に権兵衛が縛り首にされた。ここまでは大まかに史実をなぞっていると言える。
しかし事の発端となった阿部弥一右衛門は他の殉死者と同じく忠利死去直後の寛永18年4月26日に殉死したと記録されている。したがって忠利から殉死を許可されず、その結果命を惜しんでいるかのように見られたというのは、『阿部茶事談』および本作の脚色と考えられている。また忠利の跡を継いだ光尚は、実際には殉死はまかりならないと厳命していた。本来殉死というものは死没した主君を継いだ新主君が判断するものであり、死にゆく前主君が希望者の中から取捨選択するといったものではない。さらに、権兵衛が代官職を罷免され、知行を兄弟に分割されたのも史実だが、熊本大学名誉教授で日本近世史が専門の吉村豊雄が著した『新熊本市史』によると、いったん末弟の左平太と分割したが、すぐ元に戻し、再度分割された形跡は確認できないといい、そこに殉死との直接の因果関係は見出せないという。
また同市史によると、忠利に殉死した19人の家臣の多くは忠利に召し出された新参の家臣で、熊本藩は島原の乱後から始まった財政難から人減しや家臣の俸禄の一割を差出させるといった藩政改革に着手していた。しかし、そうした状況の中で、譜代の家臣による新参者への嫉妬は忠利の死後憎悪となって真っ先に彼らへと向い、これが弥一右衛門らを殉死に追い込んだ原因ではないかと考察している。また、権兵衛は髻を切った際に目安（訴状）を提出しているが、これが新藩主・光尚の政道を強く批判したものとみなされたことも、誅伐の原因の一つではなかったかと推測している。
一方、広島大学教授で日本文学が専門の藤本千鶴子は、著書『「阿部一族」の発想』の中で、鷗外がかつて上官の石本新六との確執から3度にわって辞職願いを出していたことなどを指摘し、このことが阿部一族を題材に取り上げるきっかけになったのではないかと推測している。
また、作家の松本清張は『両像・森鷗外』の中で、『阿部一族』は「阿部茶事談」をほとんどといっていいくらい逐条的に鷗外の文章に書き改めたものであり（藤本千鶴子校訂「阿部茶事談」にあたり確認）、鷗外の意見らしいものはところどころ静寂な情景描写以外は一言半句も挿入されていないとし、「阿部茶事談」との照合比較をせずに書かれた斎藤茂吉や唐木順三による『阿部一族』解釈をしりぞけている。

## 舞台化
1964年5月、前進座により初演。脚本は津上忠によるもので、『テアトロ』1964年6月号に掲載され、のちに『津上忠歴史劇集』（未来社、1970年）に収録された。

## 映像化作品

### 映画
- 『阿部一族』
  - 公開：1938年3月1日
  - 製作：東宝・劇団前進座
  - 監督：熊谷久虎
  - 出演：四代目河原崎長十郎、三代目中村翫右衛門、橘小三郎、山岸しづ江、堤真佐子、ほか

### テレビドラマ
- 『阿部一族』
  - 放送：1959年1月2日、｢サンヨーテレビ劇場」枠内
  - 制作著作：ラジオ東京テレビ（現・TBSテレビ）
  - 出演：八代目松本幸四郎、六代目市川染五郎、木暮実千代、二代目中村芝鶴、織本順吉、南原宏治、垂水悟郎、園井啓介、ほか
- 『阿部一族』
  - 放送：1961年12月21日
  - 制作著作：日本テレビ
  - 出演：二代目市川小太夫、河野秋武、北村和夫、天知茂、舟橋元、ほか
- 『阿部一族』
  - 放送：1995年11月24日、｢金曜エンタテイメント」枠内
  - 製作：フジテレビ・松竹
  - 監督：深作欣二
  - 出演：山﨑努、佐藤浩市、蟹江敬三、藤真利子、渡辺美佐子、真田広之、杉本哲太、仲谷昇、石橋蓮司、麻生祐未、六平直政、浜田晃、織本順吉、青山裕一ほか
  - 語り：二代目中村吉右衛門

## 漫画
- 『阿部一族』佐藤宏之作画、リイド社、2008年3月。ISBN 978-4-8458-3716-8。
  - 『コミック乱』（リイド社）連載

## 俳句
- 鈴木六林男の代表句（無季句）に〈 遺品あり岩波文庫「阿部一族」 〉がある。

## 補注
1. ↑  「阿部茶事談」本文は藤本千鶴子校訂で『近世・近代のことばと文学 真下三郎先生退官記念論文集』（第一学習社、1972年）に掲載されている。
2. ↑  『新熊本市史　通史編3　近世1』p.617
3. ↑  『新熊本市史　通史編3　近世1』　pp.227-228
4. ↑  『新熊本市史　通史編3　近世1』　pp.616-617
5. ↑  藤本千鶴子「鷗外「阿部一族」の発想　――作品と実体験――」『近代文学試論』第14号、広島大学近代文学研究会、1975年10月、pp. 10-18。
6. ↑  『両像・森鷗外』第13節